# Alatri
Alatri – miasto i gmina we Włoszech, w regionie Lacjum, w prowincji Frosinone. Położone 15 km od stolicy Frosinone zbudowane jest na wzgórzu otoczonym dobrze zachowanymi z czasów starożytnych murami z bloków kamiennych. Miejscowość z opactwem Benedyktynek Adoracji Najświętszego Sakramentu.
Ok. roku 500 Altari było siedzibą biskupa. Miejscowość tę wielokrotnie odwiedzali papieże. Według miejscowej tradycji miejscowość tę odwiedzili św. Piotr i św. Paweł. Szczególną relikwią przechowywaną w tutejszej katedrze są szczątki św. papieża Sykstusa, siódmego biskupa Rzymu. W roku 1123 zostały one tam przywiezione w obawie przed ich kradzieżą i profanacją. Szczątki te zostały odnalezione w roku 1584 pod ołtarzem kaplicy poświęconej świętemu. Przedmiotem czci mieszkańców tej miejscowości jest tzw. Hostia wcielona. Historia hostii datowana jest na rok 1228 a zachowany ślad to list papieża Grzegorza IX do miejscowego biskupa.
Według danych na rok 2004 gminę zamieszkiwały 26 582 osoby, 274 os./km².
2 września 1984 do Alatri przybył z krótką wizytą papież Jan Paweł II. Była to jego 41 podróż na terenie Włoch.